# 2010 au Yukon
Chronologie du Yukon
- 2006
- 2007
- 2008
- 2009
- 2010
- 2011
- 2012
- 2013
- 2014

Cette page concerne des événements d'actualité qui se sont produits durant l'année 2010 dans le territoire canadien du Yukon.

## Politique
- Premier ministre : Dennis Fentie (Parti du Yukon)
- Chef de l'Opposition officielle : Arthur Mitchell (Parti libéral)
- Commissaire : Geraldine Van Bibber (jusqu'au 17 décembre) puis Doug Phillips
- Législature : 32e (en)

## Événements
- Angélique Bernard est élue présidente de l'association franco-yukonnaise[1].

- 17 septembre : fondation du Parti de l'unité des citoyens du Yukon (en). L'ancien premier ministre Willard Phelps dirige le parti.

- 13 décembre : la chef du NPD, Elizabeth Hanson, remporte l'élection partielle de Whitehorse Centre à la suite du décès de l'ancien chef de son parti, Todd Hardy.

## Décès
- 31 janvier : Edith Josie (en), écrivain (º 8 décembre 1921)
- 28 juillet : Todd Hardy, chef du Nouveau Parti démocratique du Yukon (º 17 mai 1957)
- 10 août : Gordon Robertson Cameron, maire de Whitehorse et commissaire du Yukon (º 12 novembre 1921)